# Amphoe Waeng
Amphoe Waeng (thailändisch อำเภอ แว้ง) ist der südlichste Landkreis (Amphoe – Verwaltungs-Distrikt) der  Provinz Narathiwat. Die Provinz Narathiwat liegt im Südosten der Südregion von Thailand an der Landesgrenze nach Malaysia.

## Geographie
Benachbarte Landkreise und Gebiete sind (von Westen im Uhrzeigersinn): die Amphoe Sukhirin, Su-ngai Padi und Su-ngai Kolok in der Provinz Narathiwat. Im Süden liegt der Staat Kelantan von Malaysia.
Im Dorf Ban Buketaan der Thai-Malaysischen-Grenze gibt es die Möglichkeit des Grenzübertritts zu Bukit Bunga, einer Stadt in Malaysia.
Ein Teil des Naturschutzparks Hala-Bala (Hala-Bala Wildlife Reserve) liegt im Landkreis.

## Geschichte
Der Distrikt geht zurück auf den Distrikt Tomo (โต๊ะโมะ), der Mueang Ra-ngae unterstellt war. Das Dorf wuchs schnell, da es hier eine Goldmine gab. Im Jahr 1935 wurde ein Kleinbezirk (King Amphoe) mit dem Namen Pa Cho (Thai: ปาโจ) eingerichtet, der den zentralen Teil von Tomo enthielt.
1939 wurde er in Tomo, der zugehörige Oberbezirk in Waeng umbenannt.
1953 wurde der Kleinbezirk Tomo als Tambon mit Waeng zusammengelegt.
1957 wurde Tomo mit Tambon Samong zusammengelegt,
die dann 1977 zusammen abgetrennt wurden, um daraus Amphoe Sukhirin zu erschaffen.

## Sehenswürdigkeiten
- Hala-Bala-Wildschutzgebiet – nahe Grenze zwischen Thailand und Malaysia gelegener Naturschutzpark mit rund 434 km² Fläche
- Sirindhorn-Wasserfall – etwa 7 km von Amphoe Waeng entfernt, Wasserfall und Stromschnellen, benannt nach Prinzessin Maha Chakri Sirindhorn

## Verwaltung

### Provinzverwaltung
Amphoe Waeng ist in sechs Unterbezirke (Tambon) eingeteilt, welche weiter in 45 Dorfgemeinschaften (Muban) unterteilt sind.
| Nr. | Name      | Thai   | Muban | Einw.  |
| --- | --------- | ------ | ----- | ------ |
| 1.  | Waeng     | แว้ง    | 7     | 14.324 |
| 2.  | Kayu Khla | กายูคละ | 9     | 07.712 |
| 3.  | Kholo     | ฆอเลาะ | 7     | 06.838 |
| 4.  | Lochut    | โละจูด  | 8     | 11.749 |
| 5.  | Mae Dong  | แม่ดง   | 7     | 06.600 |
| 6.  | Erawan    | เอราวัณ | 7     | 04.430 |

### Lokalverwaltung
Es gibt zwei Kleinstädte (Thesaban Tambon) im Landkreis:
- Waeng (เทศบาลตำบลแว้ง) besteht aus Teilen des Tambon Waeng,
- Buketa (เทศบาลตำบลบูเก๊ะตา) besteht aus Teilen des Tambon Lochut.

Außerdem gibt es sechs „Tambon-Verwaltungsorganisationen“ (TAO, องค์การบริหารส่วนตำบล) für die Tambon oder die Teile von Tambon im Landkreis, die zu keiner Stadt gehören.